# Światowa Rada Kultury

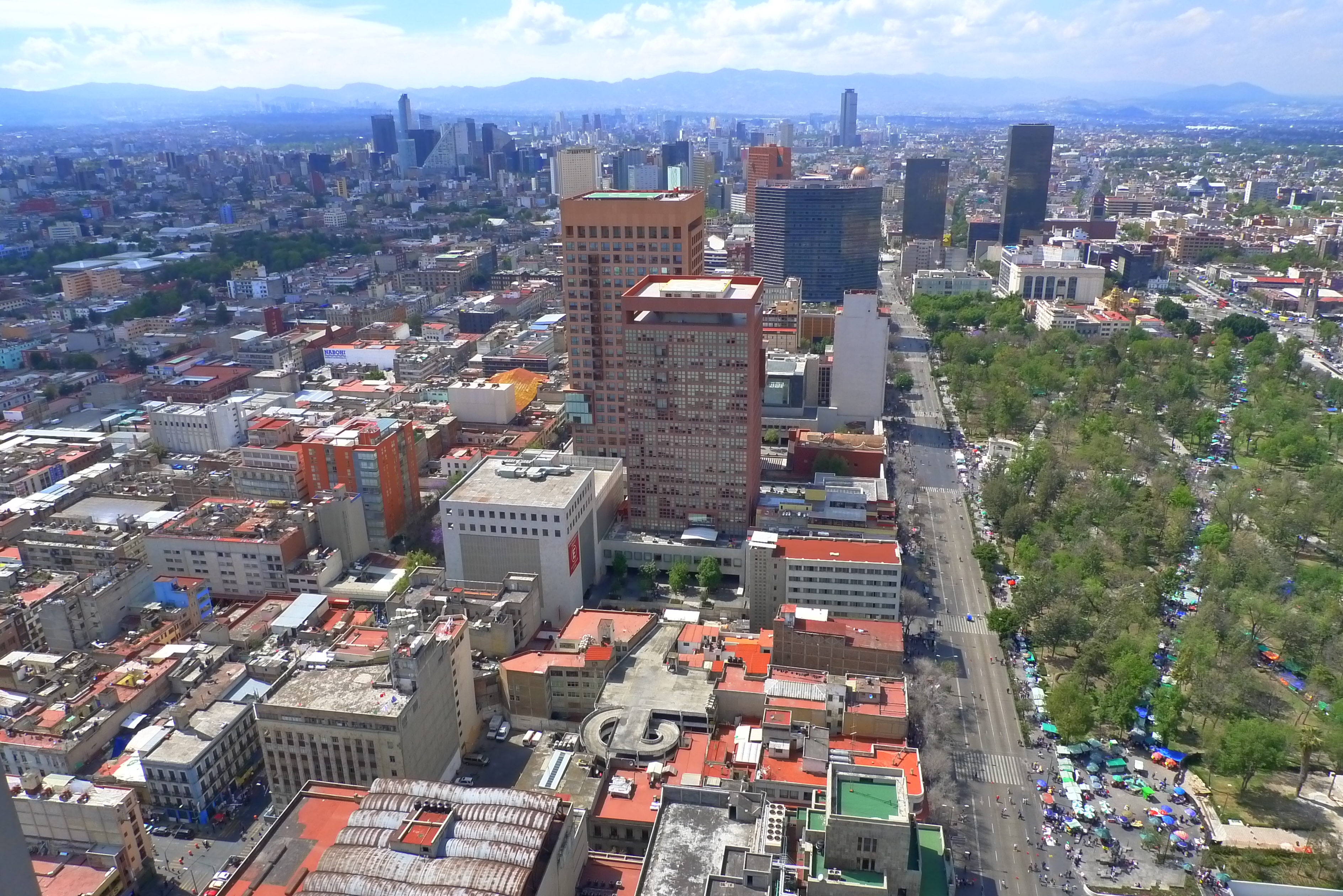
Miasto Meksyk - siedziba World Cultural Council

World Cultural Council (Światowa Rada Kultury) – międzynarodowa organizacja pozarządowa założona w 1981 roku w Meksyku, której celem jest promowanie wartości kulturowych, wartości firmy i filantropii wśród jednostek. Siedzibą organizacji jest miasto Meksyk. Honorowym Przewodniczącym organizacji jest Edmond H. Fischer, laureat Nagrody Nobla w roku 1992.  
Organizacja ta od roku 1984 przyznaje następujące nagrody:
- Albert Einstein World Award of Science
- José Vasconcelos World Award of Education (od roku 1985)
- Leonardo da Vinci World Award of Arts (od roku 1989)

Ostatecznym celem tych nagród jest zwiększenie efektywnego, pozytywnego wykorzystania wiedzy oraz osiągnięcie zbliżenia wśród ludzi, narodów i rządów, niezależnie od ideologii, poglądów, religii, rasy czy płci.
Nagrody te przyznawane są dla wybitnych naukowców, pedagogów i artystów, którzy pozytywnie przyczynili się do wzbogacenia kultury ludzkości. Laureatów poszczególnych nagród wybiera interdyscyplinarny komitet w skład którego wchodzą światowej sławy naukowcy w tym laureaci nagrody Nobla.

## Lista laureatów
- Rok 2013 – Paul Nurse, Petteri Nisunen, Tommi Grönlund[3]
- Rok 2012 – Michael Grätzel, Hans Ulrich Gumbrecht
- Rok 2011 – Geoffrey Alan Ozin, Todd Siler
- Rok 2010 – Julio Montaner, Christian Azar
- Rok 2009 – John T. Houghton, Marcell Jankovics
- Rok 2008 – Ada Jonath, William G. Bowen
- Rok 2007 – Fraser Stoddart, Anne Moeglin-Delcroix
- Rok 2006 – Ahmed Zewail, Marlene Scardamalia
- Rok 2005 – John Hopfield, Enrique Norten
- Rok 2004 – Ralph J. Cicerone, David Attenborough
- Rok 2003 – Martin Rees, Otto Piene
- Rok 2002 – Daniel H. Janzen, Jeannie Oakes
- Rok 2001 – Niels Birbaumer, Edna Hibel
- Rok 2000 – Frank Fenner, Zafra M. Lerman
- Rok 1999 – Robert Weinberg, Magdalena Abakanowicz
- Rok 1998 – Charles R. Goldman, Robert Yager
- Rok 1997 – Jean-Marie Ghuysen
- Rok 1996 – Alec Jeffreys, Roger Gaudry
- Rok 1995 – Herbert H. Jasper, Robert Rauschenberg
- Rok 1994 – Frank Sherwood Rowland, Joseph O’Halloran
- Rok 1993 – Ali Javan
- Rok 1992 – Raymond U. Lemieux, Elliot Eisner
- Rok 1991 – Albrecht Fleckenstein
- Rok 1990 – Gustav Nossal, Lev Shevrin
- Rok 1989 – Martin Kamen, Athens Acropolis Preservation Group of Greece
- Rok 1988 – Margaret Burbidge, Gilbert De Landsheere
- Rok 1987 – Hugh Huxley
- Rok 1986 – Monkombu Sambasivan Swaminathan
- Rok 1985 – Werner Stumm, Dolores Hernández
- Rok 1984 – Ricardo Bressani